# 锤角叶蜂属
锤角叶蜂属（学名：Agenocimbex）是锤角叶蜂科的一属。

## 下属物种
本属包括以下物种：
- 榆童锤角叶蜂 Agenocimbex elmina Li et Wu
- 朴童锤角叶蜂 Agenocimbex jucunda